# Катандинское сельское поселение
Катандинское се́льское поселе́ние — муниципальное образование в Усть-Коксинском муниципальном районе Республики Алтай Российской Федерации.
Административный центр — село Катанда.

## История
Статус и границы сельского поселения установлены Законом Республики Алтай от 13 января 2005 года № 10-РЗ «Об образовании муниципальных образований, наделении соответствующим статусом и установлении их границ»

## Население
| 2010  | 2011  | 2012  | 2013  | 2014  | 2015  | 2016  |
| ----- | ----- | ----- | ----- | ----- | ----- | ----- |
| 1645  | ↗1648 | ↘1571 | ↘1535 | ↘1480 | ↘1448 | ↘1438 |
| 2017  | 2018  | 2019  | 2020  | 2021  |       |       |
| ↗1450 | ↘1424 | ↘1393 | ↗1403 | ↘1313 |       |       |

## Состав сельского поселения
| № | Населённый пункт | Тип населённого пункта       | Население |
| - | ---------------- | ---------------------------- | --------- |
| 1 | Катанда          | село, административный центр | ↘905      |
| 2 | Тюнгур           | село                         | ↘348      |
| 3 | Кучерла          | посёлок                      | ↗185      |